# Garba Lawal
Pour les articles homonymes, voir Lawal.
Garba Lawal (né le 22 mai 1974 à Kaduna) est un footballeur nigérian, milieu de terrain défensif des Super Eagles.
il est beaucoup plus remarqué par sa pointe de vitesse

## Palmarès
- Coupe de la CAF (1)
  - Vainqueur : 1997 avec  Espérance sportive de Tunis

- Supercoupe d'Afrique (1)
  - Vainqueur : 1995 avec  Espérance sportive de Tunis

- Coupe afro-asiatique (1)
  - Vainqueur : 1995 avec  Espérance sportive de Tunis

- Coupes des Pays-Bas (1)
  - Vainqueur : 1997 et 2000 avec  Roda JC

## Équipe nationale
- 35 sélections et 4 buts en équipe du Nigéria A
- Médaille d'or aux Jeux olympiques de 1996 avec le Nigéria Olympique
- Finaliste de la CAN 2000 avec le Nigéria
- Participations aux coupes du monde 1998 et 2002 avec le Nigéria